# Christian Crusius (Politiker)
Christian Crusius (* 12. Februar 1636 in Chemnitz; † 21. April 1712 ebenda) war ein deutscher Politiker, Senator, Stadtrichter, Steuereinnehmer und Bürgermeister der Stadt Chemnitz.

## Leben
Christian Crusius war der älteste Sohn von Atlas Crusius, der ebenfalls Chemnitzer Bürgermeister war und dessen erster Frau Maria Steiner. Er studierte 1654 in Braunschweig, danach in Helmstädt und Altdorf. Im Jahre 1667 wurde er Ratsherr und 1672 Stadtrichter („Prätor“). Das Amt des regierenden Bürgermeisters bekleidete er ab 1680 insgesamt 13 mal. Christian Crusius hatte fünf eheliche Kinder mit seiner Frau Dorothea geb. Engelmann.
Zusammen mit seinem Halbbruder Johann Georg Crusius (* 23. Juni 1660; † 21. August 1732) stiftete er die Schulbibliothek in Chemnitz.
Er wurde in der Johanniskirche „zwischen schwarzem und großem Tor Nr.84 neben seinem Onkel Tranquillus“ beerdigt.
Seine Stammliste ist in der Stammliste seines Großvaters Balthasar Crusius enthalten.